# Montagne National Park
La montagne National Park, en anglais National Park Mountain, est un sommet montagneux situé dans le parc national de Yellowstone, dans le comté de Teton au Wyoming aux États-Unis. Situé au sud-ouest de la confluence entre les rivières Firehole et Gibbon qui forment la rivière Madison, il culmine à une altitude de 2 301 m.